# Serena Dipierro
Serena Dipierro () é uma matemática italiana, cuja pesquisa envolve equações diferenciais parciais, a regularidade de sua solução, suas transições de fase, operadores não locais e problemas de fronteira livre, com aplicações que incluem dinâmica populacional, mecânica quântica, cristalografia e matemática financeira. É professora na Escola de Física, Matemática e Computação da Universidade da Austrália Ocidental, onde dirige o departamento de matemática e estatística.

## Formação e carreira
Depois de obter uma laureia na Universidade de Bari em 2006, e um mestrado sob orientação de Lorenzo D'Ambrosio na mesma universidade em 2008, completou um doutorado em matemática na Scuola Internazionale Superiore di Studi Avanzati em Trieste em 2012. Sua tese, Concentration phenomena for singularly perturbed elliptic problems and related topics, foi orientada por Andrea Malchiodi.
Foi pesquisadora de pós-doutorado na Universidade do Chile e na Universidade de Edimburgo, bolsista da Fundação Alexander von Humboldt, e membro do corpo docente da Universidade de Melbourne e da Universidade de Milão, antes de assumir seu cargo atual na Universidade da Austrália Ocidental em 2018.

## Livro
Com María Medina de la Torre e Enrico Valdinoci, Dipierro é coautora da monografia Fractional Elliptic Problems with Critical Growth in the Whole of {\displaystyle \mathbb {R} ^{n}} (Arxiv; Edizioni Della Normale, 2017).